# إيديتول
إيديتول هو كحول سكري يتراكم عند الأفراد الذين يعانون من نقص الجالاكتوكيناز .